# Highbury Stadium (Fleetwood)
Highbury Stadium er et fodboldstadion i Fleetwood, Lancashire, England med Wyre Borough Council som dens grundejer. Highbury Stadium er hjemmebane for Fleetwood Town og var også hjemmebane for Blackpool F.C. reserver indtil 2014. Stadionet har plads til 5.327.